# Ennio Flaiano

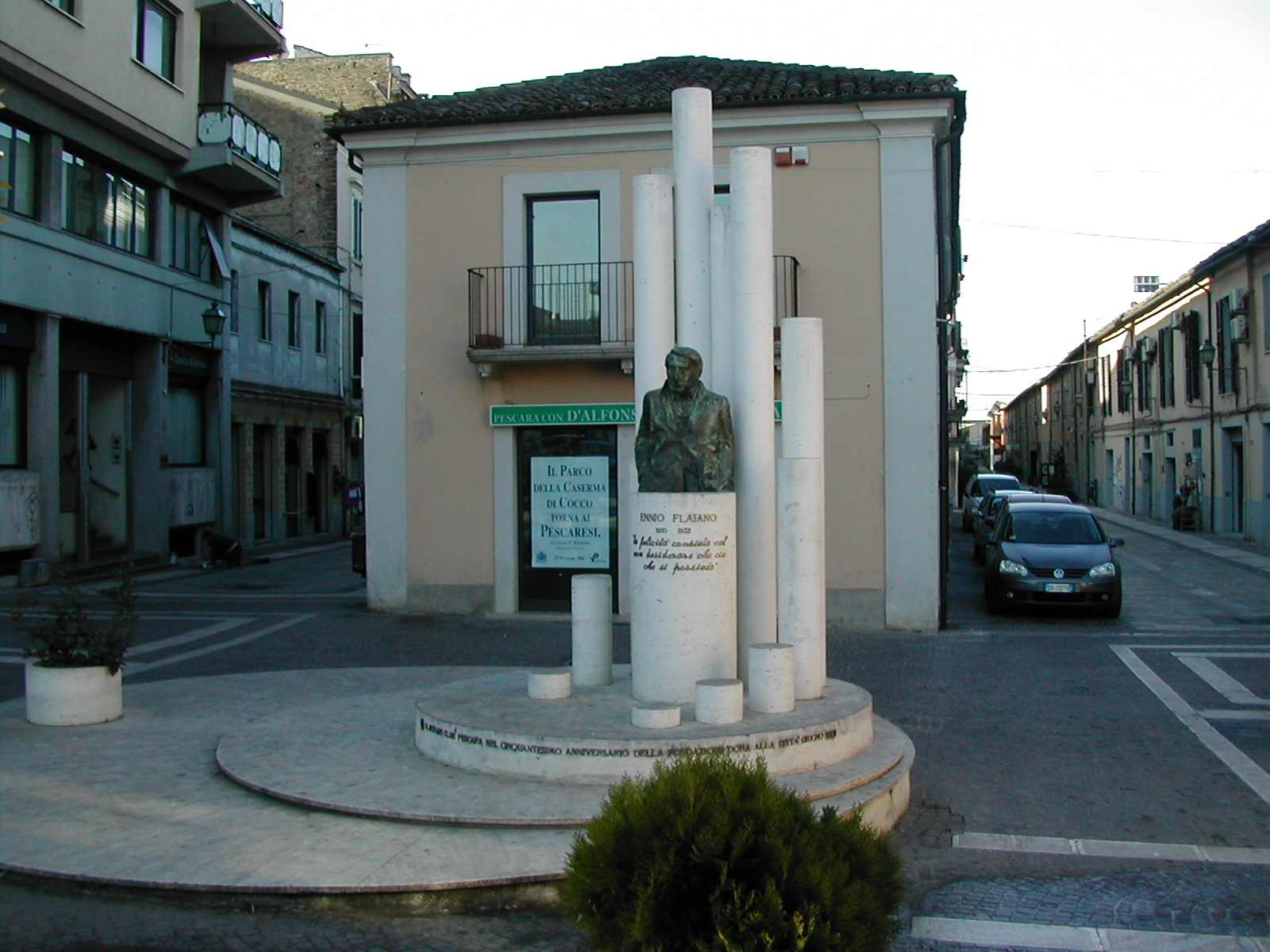
Statue zu Ehren Ennio Flaianos in seiner Heimatstadt Pescara.

Ennio Flaiano (* 5. März 1910 in Pescara; † 20. November 1972 in Rom) war ein italienischer Schriftsteller, Journalist und Drehbuchautor.
Als subtiler und ironischer Moralist schrieb Flaiano Erzählungen und andere Prosa, die auf satirische und mitunter groteske Weise die Widersprüchlichkeiten der Gegenwart beschreiben.

## Leben

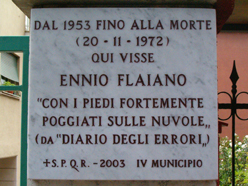
Plakette an Flaianos Haus in der Via Montecristo in Rom.

Ennio Flaiano wurde 1910 als jüngstes von sieben Kindern in der Hafenstadt Pescara geboren. Sein Vater war Kaufmann, seine Mutter Francesca dessen zweite Ehefrau. Im Alter von fünf Jahren kam er in eine Pflegefamilie, zu Freunden seiner Eltern nach Camerino. Zwei Jahre später wurde er eingeschult, besuchte Internate in Fermo, Chieti, Senigallia und Brescia und ging 1922 nach Rom, um dort ein Gymnasium zu besuchen. Er war kein guter Schüler, mit Mühe gelang ihm die Aufnahme in die Fakultät für Architektur; er beendete das Studium ohne Abschluss. 1935 wurde er zum Militär eingezogen und nahm am Abessinienkrieg teil. Nach seiner Rückkehr nach Rom lernte er Rosetta Rota kennen, die er 1940 heiratete. 1939 begann er seine Karriere als Journalist, Theater- und Filmkritiker für das Wochenblatt Oggi. Seine einzige Tochter Lelè wurde 1942 geboren.

### Karriere als Schriftsteller
In Rom traf Flaiano Schriftsteller und Künstler, begann selbst jedoch erst spät zu schreiben.
Seinen ersten und einzigen Roman, Tempo di uccidere, schrieb er innerhalb weniger Monate im Winter 1946 in Mailand. Darin verarbeitet er seine eigenen Erfahrungen als junger Leutnant während des Krieges in Afrika. Das Buch ist eines der wenigen literarischen Zeugnisse des Krieges 1935/1936, mit dem Italien seine Kolonialherrschaft auf dem afrikanischen Kontinent zu sichern versuchte. Flaiano erzählt darin von einem jungen italienischen Soldaten, der aus Versehen eine Äthiopierin tötet und daraufhin von Schuldgefühlen und Selbstzweifeln verfolgt wird. Als der Roman 1947 herauskam, wurde er von der Kritik hochgelobt und als erstes Werk mit dem neu gegründeten Premio Strega ausgezeichnet, einem Kritikerpreis für italienische Literatur, der seitdem jedes Jahr vergeben wird. Der Roman wurde im Jahr 1989 unter der Regie von Giuliano Montaldo mit Nicolas Cage in der Hauptrolle verfilmt.
1949 wurde Flaiano Redakteur bei der Zeitschrift il Mondo, wo er eine eigene Kolumne bekam. Später schrieb er auch für die Zeitungen L'Europeo, La Voce Repubblicana und Il Corriere della Sera.
In den 1940er Jahren begann Ennio Flaiano für das Kino zu arbeiten. Sein erstes Drehbuch verfasste er 1942 für den Film Pastor Angelicus von Romolo Marcellini. Bis in die 1960er Jahre hinein entstanden mehr als 60 Drehbücher, die von Regisseuren wie Michelangelo Antonioni, Luigi Zampa oder Mario Monicelli verfilmt wurden. Eine besonders enge Beziehung verband ihn mit Federico Fellini, für den er die Drehbücher zu insgesamt acht Filmen schrieb, unter anderem Die Müßiggänger (I vitelloni), Das süße Leben (La dolce vita) und 8 ½ (Otto e mezzo). Diese drei Filme brachten Flaiano Oscar-Nominierungen für das beste Drehbuch ein.
Flaiano veröffentlichte mehrere Bände mit Erzählungen (u. a. Diario notturno und Una e una notte) sowie Theaterstücke, u. a. die Komödie Un marziano a Roma, ein Werk, das er selbst als sein bestes bezeichnet. Seine Erzählung Melampus wurde 1972 unter dem Titel Allein mit Giorgio (Liza) von Marco Ferreri mit Catherine Deneuve und Marcello Mastroianni verfilmt.
1969 wurde eines der römischen Theater, das 1928 gegründete Teatro dei Fanciulli, ihm zu Ehren in Teatro Flaiano umbenannt.
1972 starb Flaiano an einem Herzinfarkt in Rom.
Seit 1973 werden in seiner Heimatstadt Pescara die Premi Internazionali Flaiano vergeben, internationale Auszeichnungen in den Kategorien Literatur, Theater und Film.

## Werke

### Dramen
- La guerra spiegata ai poveri (1946)
- La donna nell’armadio (1958)
- Un marziano a Roma e altre farse (1971)

### Romane und Erzählungen
- Tempo di uccidere (1947) – dt.: Alles hat seine Zeit, übersetzt von Susanne Hurni, Manesse Verlag, Zürich 1978. Überarbeitete Neuausgabe mit einem Nachwort von Elke Heidenreich 2009, ISBN 978-3-7175-2236-2.
- Diario notturno (1956) – dt.: Nächtliches Tagebuch, Ammann Verlag, Zürich 1988, ISBN 3-250-10060-9.
- Una e una notte (1959) – dt.: Eine und eine Nacht, Ammann Verlag, Zürich 1989, ISBN 3-250-10119-2.
- Oh Bombay! (1970) – dt.: O Bombay!, Beck & Glückler, Freiburg 1996, ISBN 3-89470-412-8.
- Melampus (1970) – dt.: Melampus, Beck & Glückler, Freiburg 1993, ISBN 3-89470-410-1.
- Il gioco e il massacro (1970)
- Le ombre bianche (1972)
- Autobiografia del blu di Prussia (postum, 1974)
- Diario degli errori (postum, 1977)

### Drehbücher
- I Vitelloni (1953) – dt.: Die Müßiggänger; Diogenes Verlag, Zürich 1977, ISBN 3-257-20318-7.
- La Strada (1954) – dt.: Das Lied der Straße; Diogenes Verlag, Zürich 1999, ISBN 3-257-20316-0.
- Il Bidone (1955) – dt.: Die Schwindler oder Fellinis Gauner; Diogenes Verlag, Zürich 1988, ISBN 3-257-21587-8.
- Le Notti di Cabiria (1957) – dt.: Die Nächte der Cabiria; Diogenes Verlag, Zürich 1977, ISBN 3-257-20317-9
- La Dolce Vita (1960) – dt.: Das süße Leben, Diogenes Verlag, Zürich 1996, ISBN 3-257-20121-4
- Giulietta degli spiriti (1965) – dt.: Julia und die Geister; Diogenes Verlag, Zürich, ISBN 3-257-20123-0
- Pastor Angelicus (1942)
- Inviati speciali (1943)
- Vivere ancora (1945) – dt.: Noch einmal leben
- L’Abito nero da sposa (1945)
- La Freccia nel fianco (1945)
- Roma città libera (1946)
- Il Vento mi ha cantato una canzone (1947)
- Fuga in Francia (1948)
- 1950: Lichter des Varieté (Luci del varietà)
- 1951: Räuber und Gendarm (Guardie e ladri)
- Parigi è sempre Parigi (1951)
- 1952: Die bittere Liebe (Lo sceicco bianco)
- Il Mondo le condanna (1952) – dt.: Die von der Liebe leben
- Canzoni, canzoni, canzoni (1953)
- Fanciulle di lusso (1953)
- Vergine moderna (1954)
- 1954: Liebe, Frauen und Soldaten (Destinées)
- La romana (1954) – dt.: Die freudlose Straße
- Camilla (1954)
- Dov'è la libertà…? (1954) – dt.: Wo ist die Freiheit?
- Tempi nostri (1954)
- Peccato che sia una canaglia (1954) – dt.: Schade, daß Du eine Kanaille bist
- Totò e Carolina (1955)
- Il Segno di Venere (1955) – dt.: Im Zeichen der Venus
- La Donna del fiume (1955) – dt.: Die Frau vom Fluß
- La Fortuna di essere donna (1956) – dt.: Wie herrlich, eine Frau zu sein
- 1956: Calabuig (Calabuch)
- L'Ultimo paradiso (1957) – dt.: Das Letzte Paradies
- Racconti d'estate (1958) – dt.: Sommererzählungen
- Fortunella (1958)
- Un Ettaro di cielo (1959)
- Un Amore a Roma (1960) – dt.: Liebesnächte in Rom
- Fantasmi a Roma (1961) – dt.: Das Spukschloß in der Via Veneto
- 1961: Die Nacht (La notte)
- Boccaccio '70 (1962)
- Hong Kong un addio (1963)
- 1963: Achteinhalb (8½)
- El Verdugo (1963)
- Tonio Kröger (1964)
- Io, io, io… e gli altri (1965)
- Una Moglie americana (1965) – dt.: Schlüsselpartie in Texas
- 1965: Julia und die Geister (Giulietta degli spiriti)
- 1965: Das zehnte Opfer (La decima vittima)
- 1967: Das älteste Gewerbe der Welt (Le Plus vieux métier du monde)
- I Protagonisti (1968) – dt.: Bandit zu besichtigen
- Colpo rovente (1969)
- Sweet Charity (1969)
- Vivi o, preferibilmente, morti (1969) – dt.: Friß oder stirb
- 1972: Allein mit Giorgio (Liza)
- L'inchiesta (verfilmt 1986 und 2006) – dt.: Die Untersuchung
- Tempo di uccidere (1989): Romanvorlage zum Film Zeit zu leben, Zeit zu sterben, Drehbuch von Giuliano Montaldo
- Lo Scippo (verfilmt 2001)

### Briefe
- Ennio Flaiano: Soltanto le parole: Lettere di e a Ennio Flaiano (1933-1972), Bompiani, 1995, ISBN 8-84522671-9 (italienisch)

### Über das Werk
- Michele Ferrario: Bibliografia degli scritti di Ennio Flaiano, All'Insegna del Pesce d'Oro, 1988, ISBN 8-84441088-5 (italienisch)
- Lucilla Sergiacomo: Invito alla lettura di Ennio Flaiano, Mursia, 1996, ISBN 8-84252111-6 (italienisch)
- Milagro Martín Clavijo: La farsa trágica en el teatro de Ennio Flaiano, Peter Lang Publishing, 2002, ISBN 3-631-39165-X (spanisch)

### Über den Autor
- Marisa S. Trubiano: Ennio Flaiano: a journalist in Rome. Essay in: Italian Culture, Vol. 18, Issue 2, pp. 195(16); American Association for Italian Studies, 2000. (englisch)
- Antonio Marchetti: Pescara. Ennio Flaiano e la città parallela. Edizioni Unicopli, Mailand 2004. (italienisch)
- Hanns-Josef Ortheil: Der kleine Gründungsvater. In: Die weissen Inseln der Zeit. NA: btb, München 2013, ISBN 978-3-442-74720-7. S. 269–280. (EA: Der kleine Gründungsvater (Über den italienischen Schriftsteller Ennio Flaiano). In: Merkur, 1998, Heft 4, S. 347–353.)

### Ergänzende Literatur
- Antonio Palermo: Solitudine del moralista: Alvaro e Flaiano, Ligori, 1986, ISBN 8-82071511-2 (italienisch)
- B. Schmidt: Afrika in Italien. Spuren des "Sogno Coloniale" in der italienischen Literatur, Magisterarbeit, Albert-Ludwigs-Universität Freiburg, 2003 (Zusammenfassung)
- Heinz Ludwig Arnold (Hrsg.): Kritisches Lexikon zur fremdsprachigen Gegenwartsliteratur, Loseblattsammlung, München